# Sainte-Anne, Martinique
Sainte-Anne är en ort och kommun i Martinique. Den ligger i den södra delen av Martinique, 28 km sydost om huvudstaden Fort-de-France.